# Isidor Haas
Isidor Haas (* 1971) ist ein ehemaliger Schweizer Skilangläufer.

## Werdegang
Haas, der für den SC Marbach startete, trat erstmals in der Saison 1988/89 in Erscheinung. Dabei holte er bei den Schweizer Meisterschaften 1989 Bronze mit der Staffel und errang bei den Nordischen Junioren-Skiweltmeisterschaften 1989 in Vang den 48. Platz über 10 km klassisch. Im folgenden Jahr gewann er bei den Schweizer Meisterschaften mit der Marbacher Staffel Silber und lief bei den Nordischen Junioren-Skiweltmeisterschaften in Les Saisies auf den 57. Platz über 30 km Freistil, auf den 26. Rang über 10 km klassisch und auf den 11. Platz in der Staffel. Bei den Nordischen Junioren-Skiweltmeisterschaften 1991 in Reit im Winkl kam er auf den 34. Platz über 10 km klassisch, auf den 15. Rang über 30 km Freistil und auf den neunten Platz mit der Staffel. In den Jahren 1991 bis 1998 gewann er bei Schweizer Meisterschaften achtmal in Folge Gold mit der Staffel. Zudem holte er bei den Schweizer Meisterschaften 1996 in Klosters über 50 km klassisch seinen einzigen Einzeltitel und über 10 km klassisch und in der Verfolgung jeweils Silber. Im Januar 1994 gewann er in Ramsau am Dachstein über 15 km klassisch sein erstes Rennen im Continental-Cup. In der Saison 1996/97 wurde er nach Platz zehn in der Verfolgung und Rang neun über 30 km Freistil bei den Schweizer Meisterschaften und Rang eins über 10 km klassisch beim Continental-Cup in Cauterets für die Nordischen Skiweltmeisterschaften 1997 in Trondheim nominiert. Dort belegte er den 55. Platz über 10 km klassisch, den 52. Rang in der Verfolgung und den 37. Platz über 50 km klassisch.

## Siege bei Continental-Cup-Rennen
| Nr. | Datum           | Ort                 | Disziplin       | Serie           |
| --- | --------------- | ------------------- | --------------- | --------------- |
| 1.  | 15. Januar 1994 | Ramsau am Dachstein | 15 km klassisch | Continental-Cup |
| 2.  | 11. Januar 1997 | Cauterets           | 10 km klassisch | Continental-Cup |